# 마크 손턴

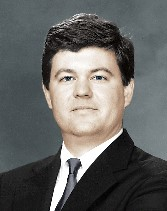
마크 손턴

마크 손턴(Mark Thornton, 1960년 6월 7일 ~ )은 미국의 오스트리아 학파 경제학자이다. 마약 금지, 미국 남북 전쟁의 경제학, "마천루의 저주"라는 주제에 대해 글을 썼다. 앨라배마주에 있는 루트비히 폰 미제스 연구소의 선임 연구원이자 인디펜던트 연구소의 연구원이다.

## 생애
손턴은 뉴욕주 제네바에서 "정치계의 민주당원"이었던 아일랜드 가톨릭 기업가 집안에서 자랐다.
손턴은 세인트 보나벤처 대학교에서 이학사 학위(1982)를, 어번 대학교에서 철학 박사 학위(1989)를 받았다. 손턴은 어번 대학교에서 경제학을 가르쳤다. 이전에 콜럼버스 주립 대학교에서 가르쳤으며 2002년 교수 연구 및 장학상을 수상했다. 그는 현재 루트비히 폰 미제스 연구소의 선임 연구원이며 그곳에서 Quarterly Journal of Austrian Economics의 서평 편집자로 활동하고 있다. 미제스 연구소의 저술가로서 그는 2004년 주택 거품을 경고한 것으로 알려져 있다. 그는 금지 관련 문제에 대해 글을 썼다.